# Гретц, Лео
Гретц, Лео, нем. Leo Graetz (26.09.1856 Бреслау (Вроцлав) — 12.11.1941 Мюнхен) — немецкий физик. Родился в семье историка Генриха Гретца. Изучал математику и физику в Бреслау, Берлине и Штутгарте.
Изобретатель однофазного полномостового выпрямителя «мост Гретца» (диодный мост) на четырёх диодах.
В те времена диоды были ламповыми и дорогими, поэтому применяли схему Миткевича с двумя обмотками на двух диодах, а схема Гретца не получила широкого распространения. Когда диоды стали твердотельными полупроводниковыми (вначале селеновыми, а затем германиевыми и кремниевыми) и стали дешевле, всё чаще стали применять схему «мост Гретца», так как она имеет меньшее эквивалентное внутреннее активное сопротивление и больший коэффициент использования габаритной мощности трансформатора.
В 1880 г. подтвердил закон Стефана-Больцмана.
Умер в Мюнхене.
Число Гретца (Gz), безразмерное число, единица измерения потока тепла, названо в его честь, после его смерти.